# Stainton (Durham)
Stainton – wieś w Anglii, w hrabstwie Durham. Leży 32 km na południowy zachód od miasta Durham i 360 km na północ od Londynu.